# Pregnan-X-Rezeptor
Der Pregnan-X-Rezeptor (Abk.: PXR, NR1I2; englisch pregnane X receptor) ist ein Kernrezeptor mit der Hauptaufgabe, toxische körperfremde Stoffe zu detektieren und die Expression von Proteinen, die für Entgiftung und Clearance verantwortlich sind, zu aktivieren.
Aktiviert wird der Rezeptor durch endogene und exogene Stoffe, wie z. B. Steroide, Antibiotika, Gallensäuren und Umweltkontaminanten, wie z. B. nicht-dioxinähnliche PCB. Über seine DNA-Bindedomäne bindet er an Hormone Responsive Element wie z. B. die des CYP3A4 Promotors.